# 위스콘신 대학교
위스콘신 대학교(영어: University of Wisconsin)는 미국 위스콘신주에 위치한 공립 대학 시스템이며, 본교는 위스콘신 대학교 매디슨이다. 약 182,000명의 학생들과 32,000명의 직원들이 있는 미국의 큰 주립 대학 시스템들 중 하나다. 위스콘신 대학교는 2개의 박사 학위 대학과 11개의 종합대학, 13개의 칼리지 그리고 위스콘신주에 퍼진 위스콘신 대학교 익스텐션(University of Wisconsin–Extension)으로 이루어져 있다.

## 역사
현대의 위스콘신 대학교는 1971년 10월 11일에 세워졌다.

### 이전의 위스콘신 대학교
위스콘신 대학은 1848년에 처음 설립되어 1849년에 첫 수업을 시작하였다. 1956년에 큰 도시들에서 석사 학위 이상의 교육과정을 가진 주립 대학의 수요가 증가하자 기존의 위스콘신 주립 밀워키 대학(Wisconsin State College of Milwaukee)과 위스콘신 대학교 익스텐션의 밀워키 부분을 합쳐 위스콘신 대학교 밀워키(University of Wisconsin–Milwaukee)를 설립하였다. 새로운 캠퍼스는 기존 위스콘신 주립 밀워키 대학의 호숫가와 시내의 캠퍼스로 구성되었다.
1940년대에 들어 학부 교육과정이 위스콘신주에 걸쳐 설립되었고 오늘날의 위스콘신 대학교 시스템에 속한 2년제 칼리지의 시초가 되었다. 1968년에는 그린베이의 대학이 4년제 대학교로 증강되면서 위스콘신 대학교 그린베이로 개편되었다. 1971년 즈음에 위스콘신 대학교는 매디슨, 밀워키, 그린베이 그리고 케노샤/소머스에 이르는 대학 제도가 되었다.
당시에 위스콘신 대학교의 총 학생수는 69,554명이었다. 대학 이사회는 주지사가 임명한 9명의 상원 의원과 1명의 공립 대학 시설장이 9년 주기로 도맡았다.
1971년에 위스콘신주 법원에서 위스콘신의 공립 대학들을 모아 위스콘신 대학교 시스템을 만든 것으로 현대의 위스콘신 대학교가 탄생하였다.

## 연구 대학

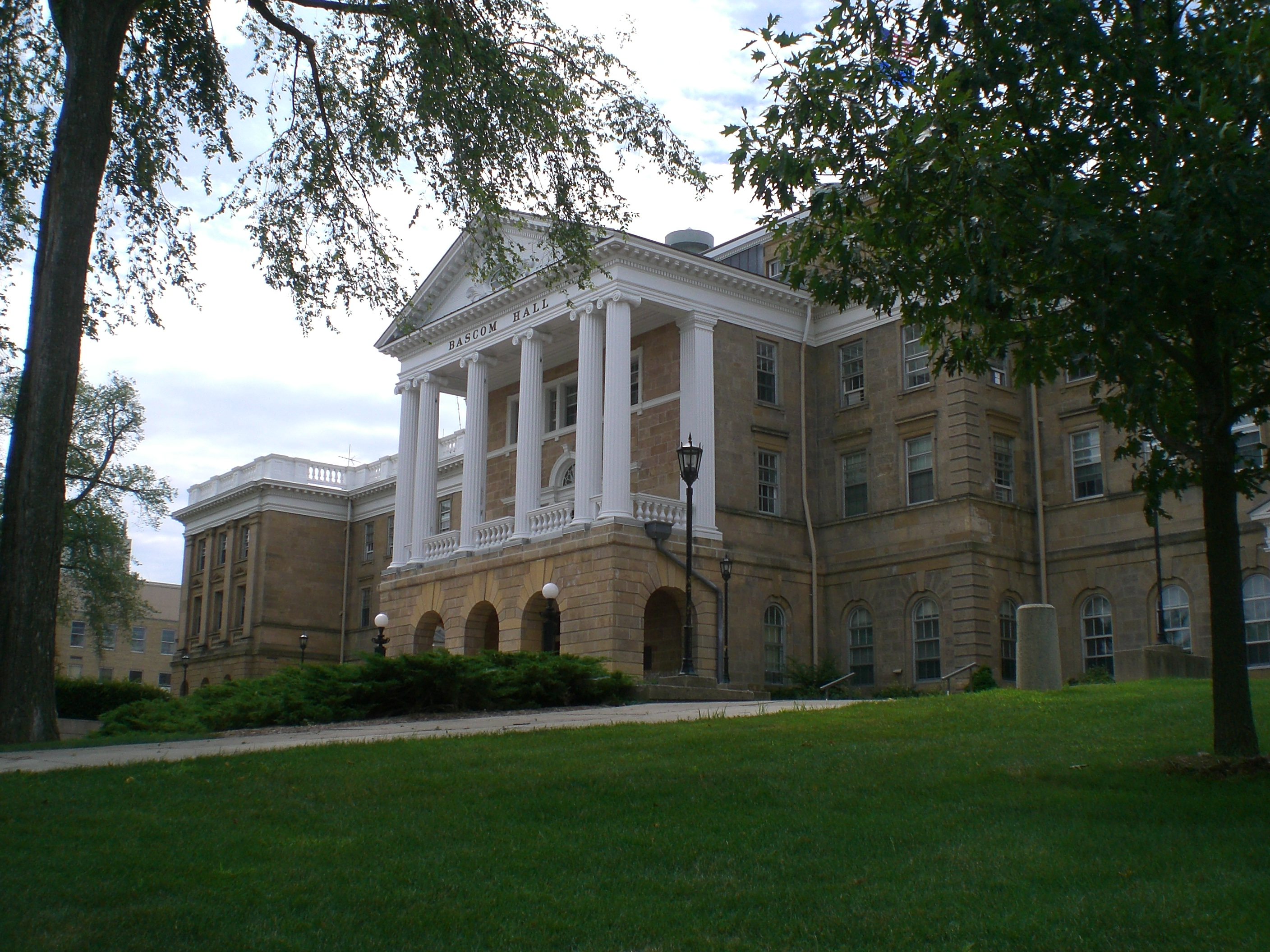
위스콘신 대학교 매디슨

위스콘신 대학교 시스템에서 박사 학위를 제공하는 대학교는 위스콘신 대학교 매디슨과 위스콘신 대학교 밀워키 뿐이다.

### 위스콘신 대학교 매디슨
1848년에 설립된 대학교로 위스콘신주에서 가장 큰 대학이며 위스콘신 대학교 시스템의 플래그십 대학이다. 총합 41,000명의 학생 수 중에서 30,000명은 학부생이다.

### 위스콘신 대학교 밀워키
1885년에 세워진 위스콘신 대학교 밀워키는 30,000명 규모의 위스콘신주에서 두 번째로 큰 대학이다.

## 종합 대학
학사와 석사 학위를 제공하는 11개의 대학이 있다.
- 위스콘신 대학교 오클레어
- 위스콘신 대학교 그린베이
- 위스콘신 대학교 라크로스
- 위스콘신 대학교 오시코시
- 위스콘신 대학교 파크사이드
- 위스콘신 대학교 플랫빌
- 위스콘신 대학교 리버폴스
- 위스콘신 대학교 스티븐스포인트
- 위스콘신 대학교 스타우트
- 위스콘신 대학교 슈피리어
- 위스콘신 대학교 화이트워터

위스콘신 대학교 라크로스는 2007년부터 박사 학위를 제공하기 시작했으며, 2010년에는 위스콘신 대학교 오클레어가, 2012년에는 위스콘신 대학교 오시코시와 위스콘신 대학교 화이트워터도 박사 학위를 수여하기 시작했다.

## 위스콘신 대학교 칼리지와 위스콘신 익스텐션
위스콘신 대학교 칼리지는 13개 칼리지에서 2년제 학위를 제공하며, 위스콘신 대학교 칼리지에서 받은 학점은 위스콘신 대학교 시스템의 다른 대학이나 칼리지에서도 인정받을 수 있다. 위스콘신 대학교 칼리지에서는 온라인 과목이수를 통한 학위도 제공한다. 위스콘신 대학교 익스텐션은 위스콘신주의 72개 군에서 대학 과정을 제공하며 2005년 이후로는 위스콘신 대학교 익스텐션과 위스콘신 대학교 칼리지 시스템의 관리가 병합되었다.

## 논란
1971년 이후로 대학들과 칼리지들이 위스콘신 대학교 시스템으로 합쳐지면서 이름을 두고 혼란이 많아졌다. "위스콘신 대학교"라는 말은 자주 위스콘신 대학교 매디슨을 지칭하게 되었는데 그에 따라 다른 대학들이 이름을 정하기 힘들어졌다. 또한 위스콘신 대학교 매디슨을 졸업한 이들은 다른 위스콘신 대학교 시스템 출신들이 위스콘신 대학교의 상표 가치를 희석시킨다는 불만을 자주 토로한다.
2006년과 2009년에 위스콘신 대학교 밀워키의 학생들은 대학교 이름에서 위스콘신을 제거하자는 투표를 하였는데 결과는 찬성과 반대가 박빙이었다. 그러나 2004년 이후로 위스콘신 대학교 밀워키의 운동팀들은 위스콘신 접두사를 제거하고 밀워키 팬서스(Milwaukee Panthers)라는 이름을 쓰기 시작했다. 위스콘신 대학교 그린베이 또한 운동팀에 그린베이 피닉스(Green Bay Phoenix)라는 이름을 붙여주었다. 다른 위스콘신 대학교 시스템의 대학들은 종종 그들의 도시 이름만을 따와서 부른다.